# Dominik Furman
Dominik Furman (* 6. Juli 1992 in Szydłowiec, Polen) ist ein polnischer Fußballspieler.

## Karriere

### Vereine
Dominik Furman begann seine Fußballkarriere in seiner Heimatstadt Szydłowiec bei Szydłowianka Szydłowiec. Bei einem Junioren-Turnier wurde er von Talentsuchern des Hauptstadtklubs Legia Warschau entdeckt und für dessen Jugendabteilung verpflichtet. Dort spielte er seit 2009 für die Reservemannschaft, wo er auf 45 Einsätze und 12 erzielte Tore kam. Ab der Saison 2011/12 spielte er für den Profi-Kader, wo er auf 46 Einsätze und 3 Tore kam. Dabei wurde er in der Saison 2011/12 polnischer Pokalsieger und gewann in der Saison 2012/13 das Double.
Im Januar 2014 unterschrieb er einen 4-Jahres-Vertrag mit dem französischen Erstligisten FC Toulouse. Da er in der Saison 2014/15 für Toulouse jedoch kein einziges Mal zum Einsatz kam, wechselte er mehrfach auf Leihbasis zu anderen Vereinen.
Im Januar 2015 wurde er an seinen ehemaligen Verein Legia Warschau ausgeliehen, um Spielpraxis zu erlangen. Dort absolvierte er 24 Ligaeinsätze und erzielte 2 Tore. Erneut gewann er in der Saison 2014/15 den polnischen Pokal. Im Februar 2016 endete Furmans Leihe nach Polen und er wurde an den italienischen Erstligisten Hellas Verona weiterverliehen. Für Hellas spielte er lediglich ein Mal in der Serie A. Am Ende der Saison stieg Hellas Verona ab.
Zur Saison 2016/17 wurde er für eine Saison an den polnischen Ekstraklasa-Aufsteiger Wisła Płock verliehen, welcher ihn zur Saison 2017/18 mit einem Vertrag mit einer Laufzeit von drei Monaten fest verpflichtete. Für Wisła absolvierte er bis zum Ende der Saison 2019/20 139 Einsätze und erzielte dabei 18 Tore.
Zur Saison 2020/21 wechselte er in die Türkei zu Gençlerbirliği Ankara. Dabei bestritt er 21 von 42 möglichen Ligaspielen sowie zwei Pokalspiele. Im Juli 2021 kehrte er zu Wisła Płock zurück, wo er einen Einjahresvertrag unterschrieb. In der Saison 2021/22 bestritt er 25 von 34 möglichen Ligaspielen sowie 1 Pokalspiel für den Verein. Anfang Juni 2022 wurde sein Vertrag bis zum Ende der Saison 2023/24 verlängert. Nach dem Abstieg von Wisła Płock nach der Saison 2022/2023 kündigte der Verein Furman den Vertrag vorzeitig, woraufhin der Spieler im August 2023 vor Gericht zog.

### Nationalmannschaft
Dominik Furman debütierte am 14. Dezember 2012 in der Türkei für die Polnische Fußballnationalmannschaft gegen Mazedonien. Das Spiel gegen Mazedonien gewann Polen mit 4:1. Am 2. Februar 2012 trat Dominik Furman das zweite Mal für Polen gegen Rumänien an, Polen gewann das Spiel ebenfalls 4:1.

## Erfolge
Legia Warschau
- Polnischer Meister (1×): 2012/13
- Polnischer Fußballpokal (3×): 2011/12, 2012/13, 2014/15